# Tower Green
Tower Green é um espaço dentro da Torre de Londres, um castelo real em Londres, onde dois consortes reais ingleses e vários nobres ingleses foram executados por decapitação. Era considerado mais dignificante que a nobreza fosse executada longe dos espectadores, e as rainhas Ana Bolena, Catarina Howard e Joana Grey estiveram entre a nobreza decapitada neste local. A Rainha Vitória pediu informações sobre o local exacto onde as execuções tiveram lugar e mandou pôr um pavimento de granito para marcar o sítio. No entanto, não é ainda claro se a localização está correta porque outras fontes afirmam ser noutro local da Torre de Londres.

## Localização
Tower Green é um espaço aberto, localizado a sul da Capela Real de São Pedro ad Vincula. Decapitação na privacidade inerente à Tower Green era considerado um privilégio da nobreza. Outros prisioneiros na torre foram executados em público em Tower Hill, fora da fortaleza, ou em Tyburn, no outro lado da cidade. No meio do relvado, está um pequeno quadrado de terreno, com pavimento em granito, que mostra o local em que se acredita que estaria o cadafalso onde ocorreram as execuções. O pavimento de granito foi especialmente construído por ordem da Rainha Vitória.

## Execuções
As pessoas que se seguem foram executadas por decapitação (todas por um machado, exceto Ana Bolena, que foi degolada por um espada) em Tower Green:
- Guilherme Hastings, 1.° Barão Hastings, por ordem de Ricardo, Duque de Gloucester em junho de 1483.
- Ana Bolena, segunda consorte do rei Henrique VIII, em 19 de maio de 1536.
- Margarida Pole, 8.ª Condessa de Salisbury,  último membro da Dinastia Plantageneta, em 27 de maio de 1541.
- Catarina Howard, quinta consorte do rei Henrique VIII em 13 de fevereiro de 1542.
- Joana Bolena, Viscondessa de Rochford, esposa de Jorge Bolena, em 13 de fevereiro de 1542.
- Joana Grey, conhecida como a rainha dos nove dias, em 12 de fevereiro de 1554.
- Robert Devereux, 2.° Conde de Wessex, um favorito da rainha Isabel I, em 25 de fevereiro de 1601.